# Corythalia chickeringi
Corythalia chickeringi là một loài nhện trong họ Salticidae.
Loài này thuộc chi Corythalia. Corythalia chickeringi được Otto Kraus miêu tả năm 1955.